# Alfred Joy
Alfred Harrison Joy (ur. 23 września 1882 w Greenville, zm. 18 kwietnia 1973 w Pasadenie) – amerykański astronom.

## Życiorys
Studiował w Greenville College, gdzie uzyskał stopień B.A., a następnie w Oberlin College. Po ukończeniu studiów wyjechał do Bejrutu, gdzie wykładał astronomię na American University of Beirut. Przebywając w Libanie fotografował kometę Halleya w 1910 roku. Odbył kilka staży w Yerkes Observatory i na Princeton University (gdzie współpracował z Henrym Russellem). Wybuch I wojny światowej uniemożliwił mu powrót do Bejrutu, co spowodowało, że w 1915 roku Joy zatrudnił się w Mount Wilson Observatory.
Wraz z zespołem George’a Hale’a zastosował opracowane przez Waltera Adamsa techniki spektroskopowe do wyznaczania odległości tysięcy gwiazd. Specjalizował się w badaniach gwiazd zmiennych, ale badał też widma komet i nowych. Opracował klasyfikację gwiazd typu T Tauri. W 1950 roku został uhonorowany Medalem Bruce.